# 國際人權日遊行

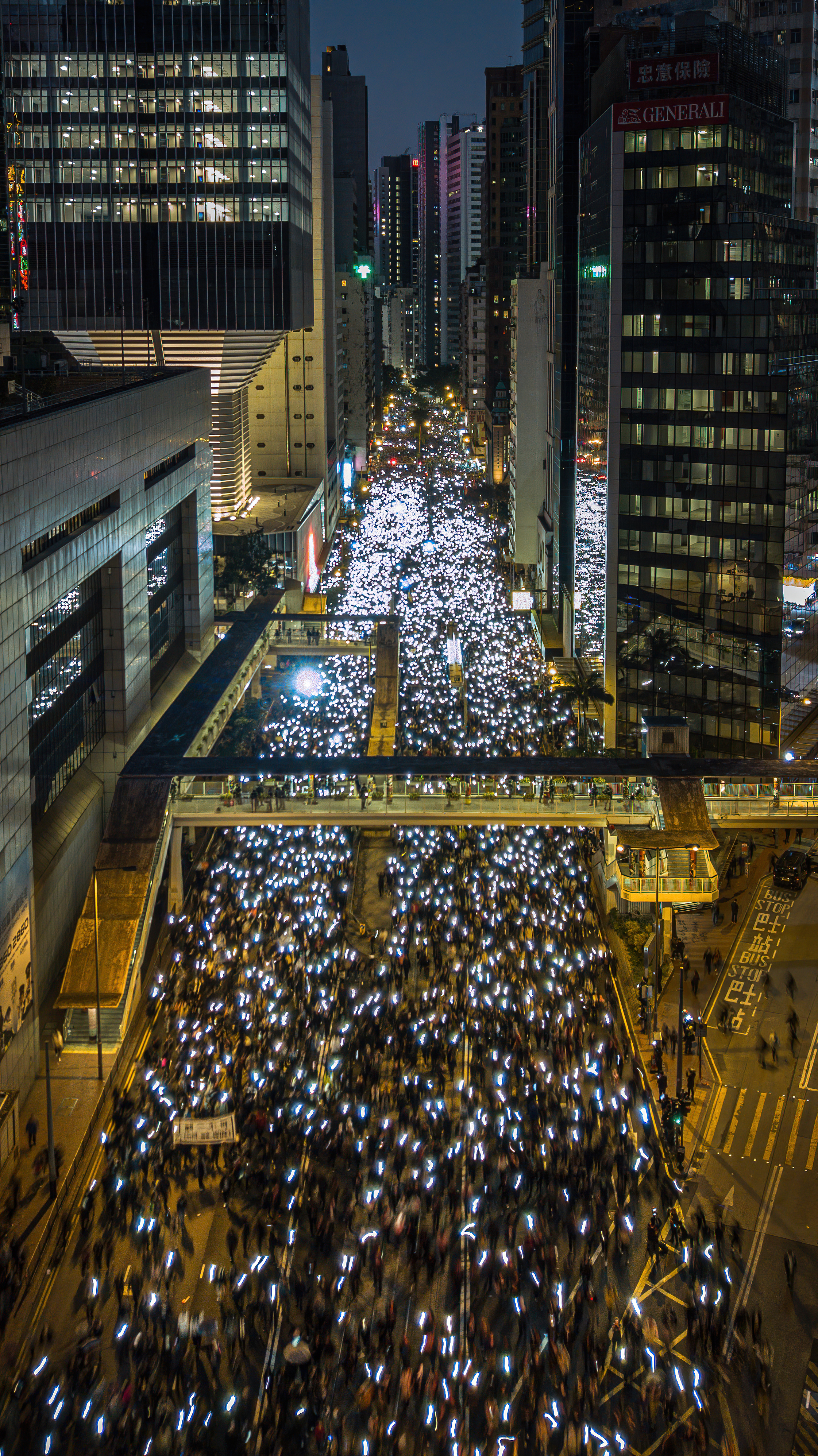
晚上在灣仔的遊行人群亮起手機燈

「國際人權日」遊行，通稱「12月8日大遊行」或「128遊行」，由民間人權陣線於2019年12月8日舉辦。
遊行主辦單位民陣於12月5日取得警方發出遊行集會不反對通知書，可於下午3時正出發從銅鑼灣維多利亞公園中央草坪遊行至中環遮打道行人專用區，通知書有效期至當晚10時。民陣上一次獲警方發出不反對通知書的遊行是超過4個月前的7月21日。

## 背景
聯合國自1950年起，將每年12月10日定為國際人權日。民陣於11月20日深夜宣布將於國際人權日前週日（12月8日）舉辦集會，形容香港人權狀況不斷倒退，稱警察暴力使不少人權捍衛者受傷，要求香港政府履行國際人權責任。其後，民陣宣布改辦遊行，由維園遊行至中環遮打道。
警方於12月5日向民陣發出不反對通知書。不反對通知書條件中指明，若遊行範圍附近出現破壞社會安寧的暴力事件，警方將會阻止或解散遊行。
12月6日，警務處處長鄧炳強到北京進行禮節性拜訪前，呼籲若遊行期間出現暴力事件，民陣應拿出勇氣譴責暴力。民陣召集人岑子杰反駁指鄧炳強像是「自己告誡自己」，警暴問題已達人道災難程度，他應譴責警隊違法違規行為。
12月6日及7日，消防處巡查各區五金店鋪，檢獲約340公升天拿水等危險品，及約38公升的腐蝕性液體。消防沒有回應行動與示威活動是否有關，僅表示警方沒有參與行動，而消防一向關注危險品消防安全，最近接獲情報指有五金店鋪儲存過量危險品。
12月8日遊行前夕，警方有組織罪案及三合會調查科突擊搜查港九多處，稱搜獲多種武器，包括半自動手槍和子彈，拘捕8男3女。警方稱情報顯示有人計劃使用槍械於人權日遊行製造混亂。

## 遊行

### 遊行過程
民間人權陣線召集人兼沙田區議員岑子杰表示12月8日遊行未出發，已有一批防暴警員駐守在畢打街舉黑旗，前往處理時又有警員出口侮辱自己，「佢一面挑釁，一面又話要和平係緣木求魚。」
面對途人方面，警察亦多次辱罵路人為「曱甴」，又喝罵：「有殺蟲水啊！過嚟呀！」立法會議員郭家麒欲與警員對話、調停警民衝突時，反遭警員以粗口責罵和嘲諷：「無人可以教阿sir做嘢！」有線新聞報道，有警員更以粗口鬧郭。
及後，遊行隊伍3點起步，由岑子杰、李柱銘、吳靄儀等在帶頭拉起橫幅。
示威者依照民陣的遊行示路線前進，當示威者到達銅鑼灣時，警察一度舉起黑旗，警告將會使用催淚彈，但最後沒有行動。民陣發言人指當時並沒有人衝擊警方防線，要求警務處處長鄧炳強交待事件。
至晚上8時20分，民陣宣布80萬人參與遊行，陳皓桓指警方見到有人對其指罵就想衝下車拘捕人，但現場沒有任何人作出暴力行為，反映前線警員情緒失控。他又指警方的封鎖線亦令到市民難以離開，造成混亂，促警務處處長鄧炳強交代前線警員情緒失控的問題。岑子杰則指出自己嘗試與警方溝通的時候被防線警員指罵「死基佬」。

### 警方疑粗暴對待記者
約傍晚6時，記者突然被中環街市外戒備的防暴警察驅趕上行人路，警員在驅趕期間以胡椒噴劑近距離指向記者及市民。有在場記者不滿警方以強光阻礙拍攝，與警方理論期間，有防暴警察用粗口指罵記者及以胡椒噴劑指向《立場新聞》記者。

### 遊行時衝突
位於灣仔軒尼詩道的集友銀行下午遭破壞，玻璃門被擊。銀行的櫃檯玻璃亦被硬物擊至破裂，鐵閘外被張貼了紙張。附近另一間Starbucks分店亦被人破壞。圍板門被打爛，貨架被推倒，貨品散落一地，門口有大量玻璃碎。有人在圍板上貼上「裝修通告」，稱「散播假消息抹黑示威者」。
晚上6時許，高等法院門外遭人投擲汽油彈；晚上7時許，終審法院近皇后像廣場的出口亦起火。对此，律政司發聲明表示特區政府絕不姑息任何違法暴力行為。

## 參與人數
這次遊行的人數，主辦方公布達80萬人，而警方則稱18.3萬。

## 回應

### 香港政府
香港政府於遊行前夕，12月7日下午發稿稱港府一直重視人權和自由，但暴力行為與世界人權宣言精神違背，又稱就反修例運動反映出的社會矛盾，政府「已汲取教訓，並會虛心聆聽，接受批評」。
遊行結束後，香港政府再度發稿回應，稱有大量市民參與遊行，大致和平有序，又強調警方有責任維持秩序。

### 香港警察
警方在遊行後的翌日凌晨發稿，沒有回應警員失控違規行徑，僅聲稱在過去6個月，一直保持「克制忍讓」，竭力維持公眾秩序及保護市民安全。

### 香港人權監察
人權監察批評遊行當日有個別前線警員情緒失控，騷擾、辱罵和威嚇記者及人權觀察員，包括以強光照射、以胡椒噴霧威脅等。對港府稱港人享有言論集會自由，人權監察質疑當局沒有尊重這些自由，又批評遊行尚未出發時已有黑旗警告，對遊行有很大的威脅。人權監察總幹事羅沃啟亦批評警員以「曱甴」稱呼觀察員、示威者和記者，如此非人性化言論十分離譜。

### 其他親民主派人士
曾涉嫌拍攝警員裸照的商人劉定成，回應有警察針對民陣召集人岑子杰的性取向，斥警員不懂去尊重他人，質疑警員「直到無倫，咪又係貪錢去影裸照！」他又表示岑子杰的性取向根本和遊行事宜無關，不清楚為何要針對他。

## 法庭提堂
大遊行前夕，警方搜出大批武器，包括手槍、子彈等，拘捕13人包括「12 港人」案被告張俊富、張銘裕及嚴文謙。當中10人被律政司首引《聯合國（反恐怖主義措施）條例》下的「對訂明標的的爆炸的禁制」罪起訴，最高可判囚終身。另外2020年初，深圳灣口岸公廁及羅湖港鐵車廂等被發現有爆炸品，警方事後拘捕8人，當中7人亦被控以《反恐條例》。
司法機構網頁顯示，前案將於2024年2月19日在高等法院開審，審期預料60日。後案則於同年8月1日開審，審期預料75日。據《反恐條例》，相關控罪若罪成，最高可判囚終身。兩案部分被告至開審時，還押時間將達至逾4年。
案件將於2024年2月19日在高等法院開審，預料審訊60日。而其中一名涉案24歲男子，與另一名24歲女子被控一項「串謀提供或籌集財產以作出恐怖主義行為」罪，案件於2023年4月24日在東區裁判法院進行提訊日，傳媒因「87A」條例所限，未能報道程序內容。裁判官王證瑜將案件押後至 6 月 15 日再進行提訊日，以待交付高等法院。

## 引用文獻
1. ↑  .   [2019-12-26]. （原始内容存档于2020-01-05）.
2. 1 2  . 明報. 2019-12-05  [2019-12-30]. （原始内容存档于2019-12-30）.
3. ↑  . 立場新聞. 2019-11-21  [2019-12-31]. （原始内容存档于2019-11-21）.
4. ↑  . 立場新聞. 2019-11-29  [2019-12-31]. （原始内容存档于2019-11-30）.
5. 1 2  梁中勝. . 端傳媒. 2019-12-08  [2019-12-30]. （原始内容存档于2020-01-05）.
6. ↑  曾港深. . 眾新聞. 2019-12-06  [2019-12-31]. （原始内容存档于2019-12-30）.
7. ↑  . 頭條日報. 2019-12-07  [2019-12-30]. （原始内容存档于2019-12-30）.
8. ↑  . 明報. 2019-12-09  [2019-12-30]. （原始内容存档于2019-12-30）.
9. ↑  . Apple Daily 蘋果日報.   [2019-12-30]. （原始内容存档于2019-12-30）.
10. 1 2 3  . Apple Daily 蘋果日報.   [2019-12-30]. （原始内容存档于2019-12-30）.
11. 1 2 3  . theinitium.com.   [2019-12-30]. （原始内容存档于2020-01-05）.
12. ↑  . BBC News 中文. 2019-12-08  [2019-12-30]. （原始内容存档于2019-12-19）.
13. ↑  . 端傳媒. 2019-12-08  [2019-12-30]. （原始内容存档于2020-01-05）.
14. ↑  . 頭條日報. 2019-12-08  [2019-12-08]. （原始内容存档于2019-12-08）.
15. ↑  . 香港01. 2019-12-08  [2019-12-08]. （原始内容存档于2019-12-08）.
16. ↑  . 明報. 2019-12-07  [2019-12-30]. （原始内容存档于2019-12-08）.
17. ↑  吳倬安, 鄭榕笛, 曾凱欣, 勞敏儀, 張嘉敏, 張美華, 陳嘉洛, 羅家晴. . 香港01. 2019-12-08  [2019-12-30]. （原始内容存档于2019-12-30）.
18. ↑  香港人權觀察. . 香港獨立媒體. 2019-12-10  [2019-12-30]. （原始内容存档于2019-12-30）.
19. ↑  陳欣彤. . 香港01. 2019-12-09  [2019-12-31]. （原始内容存档于2019-12-30）.
20. ↑  Https://Www.post852.com, 852郵報. . 852郵報. 2019-12-09  [2020-01-03]. （原始内容存档于2020-01-03） （中文（香港））.
21. ↑  . 法庭線. 2023-02-28  [2023-02-28]. （原始内容存档于2023-02-28）.
22. ↑  . 法庭線. 2023-04-24  [2023-04-24]. （原始内容存档于2023-04-30）.